# سوني سولجيك
سوني سولجيك (بالإنجليزية: Sunny Suljic)‏ (مواليد 10 أغسطس 2005) هو طفل أمريكي معروف بأدواره كممثل للصوت والتقاط الحركة وهو ابن كريتوس في لعبة فيديو إله الحرب (2018) 2018، ظهر سولجك  لأول مرة في فيلم جوناه هيل، ميدز90س ، في عام 2018.

## عمله
قدم أول تمثيل له في فيلم قصير 2013 بعنوان مخرب.

## روابط خارجية
- سوني سولجيك على موقع IMDb (الإنجليزية)
- سوني سولجيك على موقع ميتاكريتيك (الإنجليزية)
- سوني سولجيك على موقع روتن توميتوز (الإنجليزية)
- سوني سولجيك على موقع قاعدة بيانات الفيلم (الإنجليزية)